# Chris Bradley
Christopher Bradley, anteriormente conocido como Bolt y Rebelde (Maverick), es un personaje ficticio que aparece en los cómics publicados por Marvel Comics, en particular aquellos que presentan a los X-Men. Él es un joven mutante que apareció por primera vez en X-Men Unlimited #8.
El personaje ha aparecido en varias series animadas de X-Men y fue interpretado por Dominic Monaghan en la película de 2009 X-Men Origins: Wolverine.

## Biografía del personaje ficticio

### Virus del Legado
Chris Bradley fue introducido por primera vez como un joven que comenzó a sufrir de dolores de cabeza cada vez más dolorosos. Los dolores de cabeza resultaron de sus poderes eléctricos mutantes, que se manifestaron y crecieron fuera de control en el medio de una clase en la escuela, dejándolo inconsciente. Fue rescatado por Jean Grey y Gambito, que habían sido enviados por el Profesor Xavier para mantener un ojo sobre él y acercarse a él haría que sus poderes se revelasen. Después de llevarlo a casa, la Patrulla X le ofreció entrenamiento en el Instituto Xavier para Jóvenes Talentos.  Al principio, Chris no quería, pero después de haber sido rechazado por su mejor amigo, accedió a unirse a la escuela.
Chris pasó varias semanas en la escuela, desarrollando rápidamente una estrecha amistad con los X-Men, en particular con el Hombre de Hielo, cuya propia personalidad juvenil parecía conectar bien con la de Chris. Sin embargo, cuando la Bestia realizó una prueba médica sobre Chris, se reveló que estaba infectado con el Virus Legado, que finalmente lo mataría. Chris tenía miedo de lo que su futuro le depararía, pero el Hombre de Hielo y los otros X-Men le ofrecieron ayuda si alguna vez lo necesite.
Durante Operation: Zero Tolerance, en la que el odia mutantes Bastión comenzó a atacar a los X-Men, perdieron contacto con Chris. Esto dejó a Bradley herido con sentimientos de abandono, en particular como su enfermedad fue creciendo para peor.

### Nuevos Guerreros/Bolt
Pronto encontró un mentor en Rebelde que también estaba sufriendo el Virus del Legado.  Chris se quedó con él durante un tiempo antes de unirse a los Nuevos Guerreros. Después de la desintegración de su equipo, volvió a reunirse con Rebelde.

### Rebelde
Cuando Rebelde desapareció y fue dado por muerto, Bolt tomó el alias de Rebelde para él y se unió a Underground, un grupo fundado por Cable para luchar con el Arma X y exponer su existencia. Tras la derrota del grupo, Chris permaneció en Underground, a pesar de que fueron detenidos por Marrow y rehechos en una nueva encarnación del grupo de supremacía mutante extremista conocido como Gene-Nación. Chris no se fue porque quería socavar Gene-Nación desde dentro y prevenir los ataques terroristas, aunque finalmente fue asesinado por su antiguo mentor, que ahora lleva el nombre en clave de "Agente Cero", que no se enteró de que Chris había sido el nuevo Rebelde hasta que fue demasiado tarde. Irónicamente, disgustado por el Agente Cero y sin querer saber su verdadera identidad, Chris murió en sus brazos, diciendo que él tomó la persona de Rebelde con el fin de asegurarse de que el nombre de su mentor viviría y que quería que su mentor estuviera orgulloso de él.
En la historia Necrosha, Chris es posteriormente resucitado por medio del Virus de Transmode para servir como parte del ejército de mutantes muertos de Selene. Bajo el control de Selene y Eli Bard, toma parte en el asalto a la nación mutante de Utopia.

## Poderes y habilidades
Bolt puede proyectar y controlar la electricidad, una capacidad que manifiesta principalmente como ráfagas eléctricas devastadoras que dispara de sus manos, pero también puede rodearse de un escudo de energía que electrocuta a cualquier persona que toque, conducir la electricidad a través de objetos de metal, o hacer cortocircuito en dispositivos electrónicos. Cuando potencia completamente su cuerpo es rodeado de un aura resplandeciente que oculta sus facciones, dándole la apariencia de estar compuesto por electricidad, que aparece como llamas azules. Cuando originalmente manifestó sus poderes, él rodeó toda su escuela secundaria en un campo eléctrico masivo, pero no se ha demostrado ese nivel de energía desde entonces, incluso después de ser curado del Virus del Legado (que aumenta los niveles de poder mutantes mientras los mata).

## En otros medios

### Películas
- Dominic Monaghan interpreta a Chris Bradley/Bolt en la película de 2009 X-Men Origins: Wolverine. Se informó inicialmente que iba a interpretar a Barnell Bohusk.[4] Bradley no es discípulo de David North, pero es su compañero de equipo. Bradley es parte del Equipo X, junto a James Howlett, Victor Creed, Agente Cero, Fred Dukes, John Wraith y Wade Wilson, y está liderado por el Cor. William Stryker. Él tiene la capacidad de controlar cualquier cosa eléctrica, y con esa capacidad pilota el avión que lo transporta a él y a sus compañeros de equipo, además puede interpretar las comunicaciones a distancia. Seis años después de los acontecimientos en África, Bradley trabaja en un circo en Springfield, Ohio. Es visitado por Victor Creed que lo mata en su remolque causando que todos los equipos electrónicos se apaguen a los alrededores. Las capacidades eléctricas de Bradley son posteriormente utilizadas para el asesino mutante Arma XI / Masacre. Bradley habla con el acento inglés propio de Monaghan, que difiere del origen del cómic del personaje como un americano del Condado de Dutchess, Nueva York.

- Christopher Bradley es mencionado en Logan, pues su código genético es usado para crear a uno de los niños mutantes.

### Videojuegos
- En la historia de la película en el juego X-Men Origins: Wolverine, Bradley no aparece en la pantalla, pero se menciona en un blog de Arma X, indicando que Stryker estaba decepcionado por el paradero de su exequipo.